# Kapitalny pomysł
Kapitalny pomysł – program telewizyjny emitowany w niedzielę o godzinie 17.00 w telewizji TVN od 30 listopada 2008 roku do 18 stycznia 2009 roku. Jego celem było wyszukanie ciekawego pomysłu na biznes.

## Charakterystyka programu
W każdym odcinku 7 lub 8 uczestników prezentowało swoje pomysły na biznes, które oceniało jury. Jurorzy przepytywali zawodnika na temat pomysłu (np. ile będzie kosztować, ile może być klientów itp.). Gdy juror nie był zainteresowany dalszą prezentacją, wyłączał skierowane na siebie światło. Nawet jeśli wszyscy jurorzy wyłączyli światło, nie eliminowało to zawodnika z dalszej gry. W każdym odcinku jedna osoba przechodziła do finału. W tym czasie niezależni eksperci oceniali czy pomysł jest realny.
W finale, który odbył się 18 stycznia 2009 roku na żywo, spośród 7 pomysłów wybrano laureata który otrzymał 300 000 złotych. W finale każdemu zawodnikowi towarzyszyła osoba, która broniła jego pomysłu – tzw. adwokata. Byli nimi znane osoby, które popierały pomysł. Każdy adwokat miał 1 minutę, by przekonać jury.

### Rezultaty
Zwycięzcą jedynej edycji został Karol Kowalczuk, autor pomysłu na okulary korygujące wadę wzroku. Średnia oglądalność programu wyniosła 1,25 mln widzów.

## Jury
- Solange Olszewska – właścicielka i prezes firmy Solaris
- Sonia Wędrychowicz-Horbatowska – wiceprezes Zarządu Banku Citi Handlowy
- Zbigniew Niemczycki – właściciel Curtis Group
- Mariusz Czerkawski – sportowiec i biznesmen

## Prowadzący
Program prowadził Marcin Meller, lektorem był Stanisław Olejniczak.

## Oglądalność
| Odcinek   | Oglądalność                 |
| --------- | --------------------------- |
| 1         | 1 582 175 30 listopada 2008 |
| 2         | 1 005 447 7 grudnia 2008    |
| 3         | 1 168 698 14 grudnia 2008   |
| 4         | 995 601 21 grudnia 2008     |
| 5         | 1 191 222 4 stycznia 2009   |
| 6         | 910 482 11 stycznia 2009    |
| 7 - Finał | 1 259 838 18 stycznia 2009  |
| Średnia   | 1 131 954                   |

## Finaliści
| Odcinek | Zawodnik                               | Pomysł                              |
| ------- | -------------------------------------- | ----------------------------------- |
| 1       | Karol Kowalczuk                        | Okulary aktywne ćwiczące oczy       |
| 2       | Bożydar Milewski                       | Roboty                              |
| 3       | Mitro Dymitiadis                       | Rower wodny                         |
| 4       | Monika Howard                          | Naklejki na ścianę do pokoju dzieci |
| 5       | Olgierd Mikosza                        | Nadziemna kolej                     |
| 6       | Dariusz Dubiecki                       | Cegła z popiołów                    |
| 7       | Aureliusz Herczakowski Piotr Majchrzak | Nowoczesna szafa grająca            |

## Finał
W finale, który odbył się 18 stycznia 2009 r. wystąpili wszyscy finaliści z 7 odcinków. Zasady zostały zmienione – każdy z finalistów miał swojego adwokata, który miał minutę, aby przekonać jury, że właśnie jego pomysł zasługuje na zwycięstwo. Adwokatami były znane osoby, np. Michał Wiśniewski, a także specjaliści w różnych dziedzinach. Zwycięzcą okazał się Karol Kowalczuk, którego wynalazkiem były okulary korygujące wadę wzroku.